# Détachement d'action rapide et de dissuasion
Le Détachement d'action rapide et de dissuasion est une unité spéciale de la Police cantonale vaudoise basée au centre de gendarmerie mobile (CGM) région Centre, situé à la Blécherette au Mont-sur-Lausanne. L'acronyme DARD est un jeu de mots avec le dard, et la façon dont un scorpion peut s'en servir.
Le détachement intervient sur l'ensemble du canton de Vaud. Cependant, lors de certaines opérations et dans des conditions bien particulières, le DARD est habilité à intervenir sur tout le territoire national, que ce soit dans le cadre d'une enquête vaudoise ou comme renfort au profit d'autres unités cantonales.

## Histoire

### Naissance du détachement
Les origines remontent à la prise d'otages des Jeux olympiques de Munich en 1972. Le canton de Vaud décide de se munir d'une unité capable d'agir contre le terrorisme. Ainsi, en 1976 est créé le Groupe d'Intervention de la gendarmerie vaudoise. Cette unité est composée de 15 policiers issus de la gendarmerie et de la police de sûreté. À cette époque, les opérateurs ne sont pas permanents et continuent à travailler dans leurs affectations habituelles en temps normal.
Entre 1976 et 1988, les interventions augmentent ce qui implique une multiplication des entraînements. La mise en alerte du groupe est compliquée mais va s’améliorer le 1er janvier 1988 lorsque les membres seront dotés d’un pager (appareil récepteur d’alarme).
Le 1er mai 1989, le commandant décide d’affecter 6 miliciens du groupe d’intervention à une unité permanente appelée Réserve Intervention (RI). Deux ans plus tard, cette réserve se réforme et devient, au 1er septembre 1991, le Détachement d'Action Rapide et de Dissuasion placé sous la direction du commandant Olivier Durgnat qui y exerce alors en tant que responsable de la formation et de l'engagement.
En juin 2018, le détachement compte 25 membres, dont la moyenne d'âge se situe à 36 ans,,,.

### Création du logo
Lors de la création du DARD, l’emblème du détachement est dévoilé. Il s’agit d’un scorpion tenant dans ses pinces les lettres DARD. Le choix de cet arachnide n’est pas un hasard. En effet, bien qu’il soit de petite taille, il peut se montrer très dangereux et extrêmement vif et rapide. Il peut en outre aisément se dissimuler et faire preuve d’une grande résistance.

## Organisation
Le DARD fait partie des Unités Spéciales (US) de la Gendarmerie vaudoise au même titre que la brigade canine ou la brigade du lac.

## Missions
À l'instar de tous les groupes d'intervention, les missions du DARD sont aussi spécifiques que variées. Chaque année, le DARD effectue en moyenne 200 interventions, dont 15 % concernent des forcenés. Le DARD travaille en collaboration avec des unités canines dans la plupart de ses opérations après qu'un programme d'entraînement a été mis en place en 2005. Une année plus tard, en 2006, un premier chien intègre le DARD.

### Missions prioritaires
- Prises d'otages
- Attentats terroristes
- Braquages
- Forcenés ou malfaiteurs retranchés
- Interpellations risquées (individus armés ou violents)
- Mutineries ou interpellations de détenus en crise de décompensation
- Transferts de détenus dangereux ou présentant un risque d'évasion élevé
- Protection rapprochée
- Sécurisation d'événements à risque

### Missions secondaires
- Interventions dans les milieux des stupéfiants
- Surveillance de sites sensibles
- Formation continue tactique du corps et des aspirants de police

## Opérations connues
La communication autour des engagements du DARD reste discrète. Néanmoins, ce dernier est aussi utilisé dans le cadre de cours de formation et sensibilisation. C'est, par exemple, le cas en novembre 2006 où des employés des banques Raiffeisen et BCV suivent un cours qui leur apprend comment faire face à une situation de hold-up.
Le 12 novembre 2007, cinq opérateurs du DARD interviennent à Bussigny et Crissier après qu'un homme de 23 ans ayant fait usage de son arme d'ordonnance dans le centre islamique de Crissier a été signalé à la police.
Dans le cadre d'une opération de lutte contre les stupéfiants, des opérateurs du DARD sont déployés à Yverdon-les-Bains. à l'issue de cette opération, six trafiquants sont placés en détention préventive. Similairement, un mois plus tard, le 6 novembre 2008, en collaboration avec la brigade des stupéfiants et la police municipale de Bex, le DARD procède à l'interpellation de 25 dealers.
Des opérateurs du DARD sont mobilisés le 20 août 2008 à Fey où un forcené retranché dans son habitation menace de se suicider. Les négociations échouent et le forcené meurt après s'être tiré une balle.
Le 9 janvier 2009, des unités du DARD sont mobilisées dans une chasse à l'homme pour arrêter deux personnes suspectées d'avoir tué un sexagénaire le 29 décembre 2008.
Le 23 août 2011 à Orbe le DARD intervient dans un cas de séquestration d'une femme par son époux. Vers 12 h 30, les opérateurs se mettent en place dans la cage d'escaliers de l'immeuble. Le forcené sort alors de son appartement et attaque les policiers en leur lançant de l'huile bouillante. Deux opérateurs sont grièvement blessés aux 2e et 3e degrés et doivent être transportés en ambulance au CHUV. Le forcené ayant semé une certaine confusion parvient à s'extirper et prend la fuite à l'aide d'une BMW 330i coupée noire. Il sera finalement interpellé par la Gendarmerie nationale française le lendemain à 12 h 50 à Crançot,.
Le 22 juin 2013 à Renens, un forcené, père d'un enfant âgé d'environ une année, séquestre ce dernier. La gendarmerie entreprend un processus de négociation qui finit par échouer. Le DARD intervient et utilise un bélier pour pénétrer dans l'appartement. L'opération d'effraction dure entre 10 et 15 secondes. Durant ce temps, le forcené poignarde et tue son fils. L'opération se solde donc par un échec. À cette issue, l'usage du bélier est remis en cause au profit de vérins hydrauliques plus rapides.
Le 16 septembre 2016, à la Conversion (Lutry), deux policiers se sont rendus chez un homme pour une histoire de circulation. À leur arrivée, les agents ont été pris pour cible par des tirs d'arme à feu. Ces derniers n'ont pas tiré mais se sont mis à l'abri derrière leur véhicule de service qui a été touché à plusieurs reprises. Plusieurs échanges de coups de feu entre l'individu perturbé et les forces de police ont eu lieu durant la nuit. Aucun contact n'a pu être établi avec le forcené, visiblement perturbé. Des spécialistes du DARD et du groupe d'intervention de la Police municipale de Lausanne se sont également rendus sur place. Peu après, ils sont parvenus à maîtriser l'homme de 66 ans à son domicile.

## Recrutement[6]

### Sélections
Pour pouvoir postuler dans cette unité, le candidat ne doit pas avoir plus de 30 ans, et jouir d'une excellente condition physique. Le DARD organise chaque année deux journées de sélection durant lesquelles les candidats passent des tests physiques et psychiques exigeants. Ils doivent démontrer une bonne maîtrise de soi et d’excellentes aptitudes à la gestion du stress comme lors de l’épreuve d’appréhension du vide. Les postulants doivent également réussir divers tests de tir et se confronter à un boxeur afin de démontrer leurs capacités physiques et mentales lors d'un rude affrontement. Finalement, le candidat passera devant l'État-major de l'unité pour être soumis à une multitude de questions.

#### Épreuves de sport
Tests d’aptitude physique que les candidats doivent réussir pour rentrer au DARD : 
- Course de 3000 m en 14 minutes 30
- 400 m de natation en 12 minutes et 25 m d’apnée
- Un parcours SEK (épreuve en salle de résistance et d’endurance avec des obstacles) en 3 minutes et à effectuer 2 fois
- 60 pompes en 2 minutes
- 80 abdominaux en 2 minutes
- 10 tractions à la barre fixe
- 50 steps en 2 minutes

### Formation de base
Les candidats ayant réussi les sélections sont envoyés deux semaines à Moudon au sein du Cours romand des groupes d’intervention. S’ils sont déclarés aptes, ils seront placés sur une liste d’attente. Avant de pouvoir intégrer officiellement le DARD, ils resteront dans leurs unités de gendarmerie respectives mais participeront une fois par semaine et pour autant que leur service le permette, aux entraînements du détachement.

## Équipement
L’équipement standard du DARD est composé, entre autres, de fusils d’assaut, de pistolets, de fusils à pompe, de fusils longue distance, de gilets, casques et boucliers balistiques. Les récents attentats en Europe ont par ailleurs amené une évolution de l’équipement. En effet, le DARD s’est doté par exemple d’armes longues supplémentaires et a revu son matériel de protection balistique.

### Armement
Les opérateurs du DARD sont notamment instruits à plusieurs armes telles que le pistolet Glock 17, le pistolet-mitrailleur Heckler & Koch MP5 ou encore différents fusils d'assaut de la famille SIG-550, comme le SIG-551 ou le SIG-552. Ils sont aussi instruits à l'usage d'armes non létales comme le pistolet à impulsion électrique,.

### Véhicules
Le DARD ne se déplace qu'avec des véhicules banalisés. En 2020, la Gendarmerie vaudoise fait l'acquisition de deux BMW X5 blindées pour un montant de près de CHF 436'000.- Ces véhicules sont notamment utilisés par le DARD lors de missions particulières. Des hélicoptères sont parfois utilisés pour déplacer rapidement des opérateurs qui peuvent être déposés sur les toits par corde lisse ou descente en rappel. Si une intervention sur le lac doit être menée, le DARD peut compter sur l'appui de la brigade du lac qui met à disposition des bateaux d'intervention.

### Divers
Pour les effractions, le DARD fait usage de Béliers, de moyens hydrauliques ou d'explosifs. Des boucliers balistiques sont fréquemment utilisés.

## Entraînement

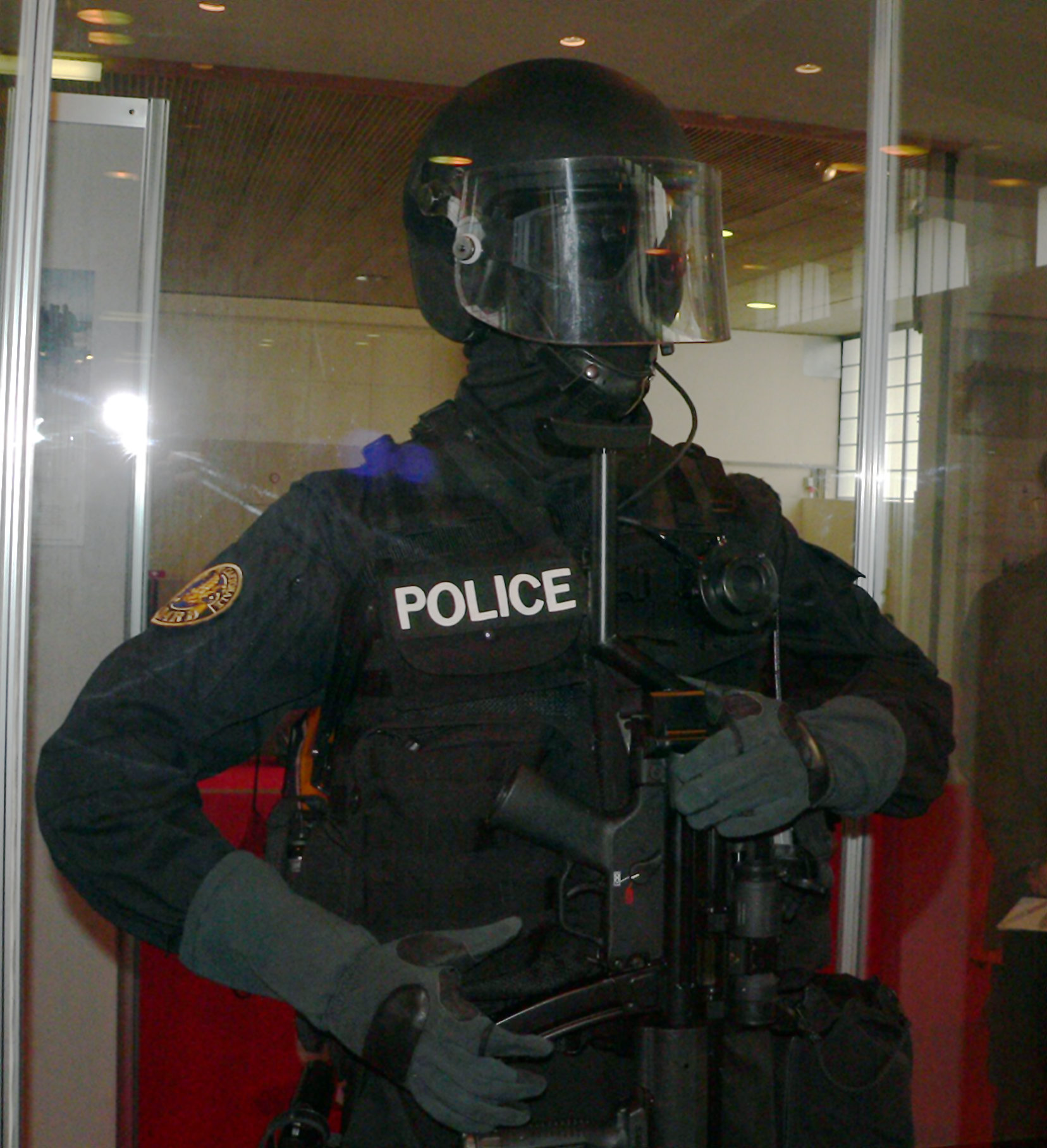
Mannequin habillé comme un opérateur du DARD.

Après que l'École cantonale d'art de Lausanne s'est installée dans les locaux de l'ancienne usine IRL à Renens, d'anciens locaux de cette école à Bussigny vont être démolis. En attendant que les travaux débutent, le DARD se sert des locaux pour s'y entraîner. Néanmoins, durant l'été 2013, un groupe de squatteurs, le collectif Delta Jet, investit les immeubles et force le DARD à abandonner l'utilisation de ce site. Le site a notamment été utilisé pour entraîner les interventions contre les forcenés, les prises d'otages ou encore les arrestations dans les bâtiments. D'autres lieux désaffectés servent de terrain d'entraînement jusqu'à ce qu'ils soient démolis ou réaffectés. C'est par exemple le cas du chalet Charpilloz à Rolle où le détachement a effectué plusieurs exercices d'interventions avant que le bâtiment ne soit détruit.
Le 15 avril 2002, un opérateur du DARD est mortellement blessé lors d'un entraînement de protection rapprochée d'une personnalité. Il a reçu un projectile à l'aine à la suite d'un tir survenu vers 11 h 20. Il décède dans l'après-midi des suites de ses blessures.

## Sources et bibliographie
- (en) Cet article est partiellement ou en totalité issu de l’article de Wikipédia en anglais intitulé « Détachement d'Action Rapide et de Dissuasion » (voir la liste des auteurs).
- DARD : Détachement d'Action Rapide et de Dissuasion, Lausanne, Association pour l’Histoire de la Gendarmerie vaudoise, 2010 (présentation en ligne)